# 유희경 (시인)
유희경(1980년 ~ )은 대한민국의 시인이다. 1980년 서울특별시에서 태어나 서울예술대학 문예창작과와 한국예술종합학교 연극원 극작과를 졸업했다.

## 약력
2008년 《조선일보》 신춘문예에 〈티셔츠에 목을 넣을 때 생각한다〉가 당선되어 등단했다. 서울예술대학 문예창작과와 한국예술종합학교 연극원 극작과를 졸업했다. 2011년 동료들이 뽑은 '올해의 젊은 시인'에 선정되어 솔뫼창작지원금을 수여받았다. 작란(作亂) 동인으로 활동 중이다.
2016년에 시집 전문 서점 ‘위트 앤 시니컬’을 열었다.

## 저서

### 시집
- 《오늘 아침 단어》(문학과지성사, 2011)